# Aventura rubinului albastru
Aventura rubinului albastru (în engleză The Adventure of the Blue Carbuncle) este una dintre cele 56 povestiri scurte cu Sherlock Holmes ale lui Sir Arthur Conan Doyle și a șaptea povestire din volumul Aventurile lui Sherlock Holmes.
Ea a fost publicată în revista Strand Magazine din ianuarie 1892, cu ilustrații de Sidney Paget, apoi în volumul Aventurile lui Sherlock Holmes (în engleză The Adventures of Sherlock Holmes) editat la 14 octombrie 1892 de George Newnes Ltd din Anglia. 

## Rezumat
Watson îl vizitează pe Holmes în a doua zi după Crăciun și îl găsește contemplând o pălărie veche și uzată, pe care i-o adusese un portar pe nume Peterson, după ce aceasta și o gâscă de Crăciun fuseseră abandonate de un om în timpul unei încăierări pe stradă cu o bandă de golani. Peterson ia gâsca acasă pentru a o mânca, dar revine mai târziu cu un rubin pe care soția sa îl găsise în gușa gâștei. Holmes face câteva deducții interesante cu privire la proprietarul pălăriei plecând de la observații simple a stării pălăriei, concluzii care sunt confirmate după ce este vizitat de însuși proprietarul obiectului: Henry Baker.

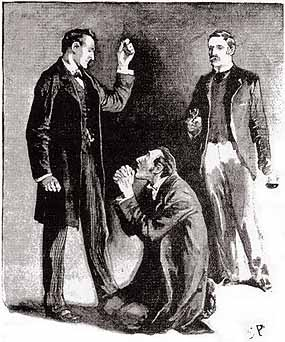
James Ryder implorând mila lui Holmes

Holmes și Watson străbat orașul pentru a afla cum a ajuns bijuteria, furată de la contesa de Morcar în timpul șederii sale la Hotelul Cosmopolitan, în gușa gâștei. Omul care abandonase gâsca, Henry Baker, nu știe nimic de existența pietrei prețioase în gușa gâștei, dar oferă informații valoroase lui Holmes, care-l conduc pe acesta la un negustor de păsări din Covent Garden. Negustorul i se plânge lui Holmes că mai mulți oameni au insistat să le spună cui a vândut gâsca. Detectivul deduce că cineva știa că rubinul se află în corpul gâștei și căuta pasărea. 
Holmes se pregătea să se ducă la furnizorul de gâște din Brixton, când observă că negustorul este abordat chiar atunci de un om plângăreț pe nume James Ryder care-l roagă să-i spună cui a vândut gâsca. Detectivul îl ia deoparte pe Ryder, căruia îi spune că știe unde a ajuns gâsca. El menționează că gâsca a fost mâncată, dar "a făcut un ou după ce a murit". Ryder îi povestește cum a ajuns rubinul în gușa gâștei. Crezând că este urmărit de poliție și că urma să fie percheziționat, a introus piatra în gura unei gâște crescute de sora sa, Maggie Oakshott. El trebuia să primească acea gâscă drept cadou de Crăciun, dar a luat din greșeală o altă gâscă, asemănătoare cu cea care înghițise rubinul. 
Astfel, când Ryder a tăiat gâsca și nu a găsit nici o piatră prețioasă, s-a întors la sora sa, dar aceasta vânduse deja gâștele negustorului de păsări Breckinridge din Covent Garden. Ea i-a spus că fuseseră două gâște albe cu o dungă neagră pe coadă, pe care nu le putea deosebi. Breckinridge vânduse deja gâștele hangiului de la Hanul Alpha Inn, de la care cea albă cu o dungă neagră pe coadă ajunsese la Henry Baker. Ryder și complicea sa - camerista contesei, Catherine Cusack - s-au înțeles să însceneze un furt pentru care l-au acuzat pe John Horner, un instalator care făcuse niște reparații în camera de la hotel a contesei, bazându-se pe faptul că acesta fusese condamnat anterior pentru furt. 
Totuși, Holmes nu a luat măsuri împotriva acestui om, fiind perioada Crăciunului, și a concluzionat că arestul îl va transforma mai târziu pe Ryder într-un infractor mai periculos. Ryder fuge pe continent, iar Horner va fi eliberat ca urmare a faptului că a fost retrasă mărturia mincinoasă împotriva sa. Holmes remarcă faptul că el nu este angajat de poliție pentru a compensa deficiențele polițiștilor.

## Personaje
- Sherlock Holmes
- doctorul Watson
- Peterson - portar; el găsește o gâscă și o pălărie pierdute de Henry Baker
- Henry Baker - angajat la muzeu; pierde într-o încăierare o gâscă de Crăciun și o pălărie
- James Ryder - angajat al Hotelului Cosmopolitan
- Catherine Cusack - camerista contesei de Morcar
- John Horner - instalator de 26 ani, condamnat anterior pentru furt
- Inspectorul Bradstreet - inspector de la Scotland Yard

## Adaptări teatrale și cinematografice
Această povestire a servit ca sursă de inspirație pentru al 45-lea film cu Sherlock Holmes (filmat în 1923) din seria de filme mute cu Eille Norwood.
Povestirea „Aventura rubinului albastru” a fost adaptată în 1968 pentru un episod (episodul 28) al serialului TV Sherlock Holmes (realizat de BBC) cu actorii Peter Cushing și Nigel Stock.  "The Blue Carbuncle" (Rubinul albastru) este unul dintre cele doar șase episoade păstrate ale serialului. 
Filmul rusesc Rubinul albastru (1979) este făcut în stilul unui vodevil, urmând doar vag linia povestirii.
Versiunea realizată de Granada TV în 1984, cu Jeremy Brett în rolul principal, este fidelă originalului, cu excepția faptului că, după ce Ryder fuge pe continent, Holmes și Watson se duc la autorități, obținând eliberarea la timp a lui Horner pentru a ajunge la masa de Crăciun alături de soția și copiii săi. Versiunea TV îl prezintă pe Holmes păstrând piatra, în timp ce în povestire Holmes îi trimite un bilet contesei, în care îi spune că piatra e la el.
Această povestire este disponibilă, de asemenea, într-o versiune modificată, dar cu aceleași personaje, pe CD-ul pentru copii realizat de Jim Weiss, Sherlock Holmes for Children („Sherlock Holmes pentru copii”). 
Ea a fost ilustrată într-un număr din 1993 al revistei Boys' Life cu câteva modificări notabile; bijuteria în cauză este denumită „Morcar Blue Diamond”; Holmes refuză cererea de clemență a lui Ryder și-l dă pe mâna poliției, comentând că recunoașterea onestă a vinovăției îl va ajuta probabil să obțină clemență; Holmes este recompensat pentru returnarea diamantului, folosind recompensa primită pentru a institui un fond fiduciar pentru un grup de băieți cunoscut ca „Ștrengarii de pe Baker Street” (The Baker Street Irregulars), cărora le va plăti cheltuielile de școlarizare.

## Asociația holmesiană franceză
„Le Cercle Littéraire de l'Escarboucle Bleue” (în română Cercul Literar al Rubinului Albastru) este o asociație franceză cu sediul la Toulouse care-i reunește pe autorii de articole și de știri referitoare la Sherlock Holmes în singura revistă franceză care apare anual: Les Cahiers de l'Escarboucle Bleue (în română Caietele Rubinului Albastru).

## Traduceri în limba română
- Aventura granatului albastru - în Colecția „Povestiri științifico-fantastice”, nr. 52, 1957, traducere de Andrei Bantaș
- Aventura rubinului albastru - în volumul "Aventurile lui Sherlock Holmes. Vol I" (Colecția Adevărul, București, 2010) - traducere de Luiza Ciocșirescu
- Aventura rubinului albastru - în volumul "Aventurile lui Sherlock Holmes. Vol I" (Colecția Adevărul, București, 2011) - traducere de Luiza Ciocșirescu